# 小春乃さよ
小春乃 さよ（こはるの さよ、5月1日 - ）は、宝塚歌劇団宙組に所属する娘役。
滋賀県草津市、県立草津高等学校出身。身長163cm。愛称は「おさよ」、「こはな」。

## 来歴
2010年、宝塚音楽学校入学。
2012年、音楽学校卒業後、宝塚歌劇団に98期生として次席入団。宙組公演「華やかなりし日々／クライマックス」で初舞台。
2013年、組まわりを経て宙組に配属。

## 主な舞台

### 初舞台
- 2012年4 - 5月、宙組『華やかなりし日々』『クライマックス』（宝塚大劇場のみ）

### 組まわり
- 2012年8 - 11月、宙組『銀河英雄伝説@TAKARAZUKA』

### 宙組時代
- 2013年3 - 6月、『モンテ・クリスト伯』『Amour de 99!!-99年の愛-』
- 2013年7 - 8月、『うたかたの恋』 - グレタ／バラック夫人／カゲソロ『Amour de 99!!-99年の愛-』（全国ツアー）
- 2013年9 - 12月、『風と共に去りぬ』 - 新人公演：ファニー（本役：すみれ乃麗）
- 2014年2 - 3月、『翼ある人びと-ブラームスとクララ・シューマン-』（ドラマシティ・日本青年館）
- 2014年5 - 7月、『ベルサイユのばら-オスカル編-』 - 新人公演：五女（本役：彩花まり）／小公女（本役：瀬戸花まり）
- 2014年8 - 9月、『ベルサイユのばら-フェルゼンとマリー・アントワネット編-』（全国ツアー） - マリー・テレーズ
- 2014年11 - 2015年2月、『白夜の誓い -グスタフIII世、誇り高き王の戦い-』 - 新人公演：アンカーストレム（少年時代）（本役：花菱りず）『PHOENIX 宝塚!!-蘇る愛-』
- 2015年4月、『New Wave!-宙-』（バウホール）
- 2015年6 - 8月、『王家に捧ぐ歌』 - 囚人イブリール、新人公演：女官ワーヘド（本役：純矢ちとせ）
- 2015年10月、『相続人の肖像』（バウホール） - メイベル
- 2016年1 - 3月、『Shakespeare〜空に満つるは、尽きせぬ言の葉〜』 - 新人公演:ヘンリー・コンデル（本役：純矢ちとせ）『HOT EYES!!』
- 2016年5月、『王家に捧ぐ歌』（博多座） - 囚人イブリール
- 2016年6月、『Bow Singing Workshop〜宙〜』（バウホール）
- 2016年7 - 10月、『エリザベート-愛と死の輪舞（ロンド）-』 - 女官、新人公演：リヒテンシュタイン伯爵夫人（本役：彩花まり）
- 2016年11 - 12月、『双頭の鷲』（バウホール・KAAT神奈川芸術劇場） - パパラッチ
- 2017年2 - 4月、『王妃の館-Château de la Reine-』 - 新人公演：早見リツ子（本役：純矢ちとせ）『VIVA! FESTA!』
- 2017年8 - 11月、『神々の土地』 - 貴婦人イズマイロワ／客、新人公演：皇后アレクサンドラ（本役：凛城きら）『クラシカル ビジュー』
- 2018年1月、『WEST SIDE STORY』（東京国際フォーラム） - テレシータ
- 2018年3 - 6月、『天（そら）は赤い河のほとり』 - 姫、新人公演：ハトホル（本役：美風舞良）『シトラスの風-Sunrise-』
- 2018年7 - 8月、『WEST SIDE STORY』（梅田芸術劇場） - コンスエーロ
- 2018年10 - 12月、『白鷺（しらさぎ）の城（しろ）』『異人たちのルネサンス』 - 新人公演：ロザンナ（本役：美風舞良）
- 2019年2月、『黒い瞳』 - ナターリア『VIVA! FESTA! in HAKATA』（博多座）
- 2019年4 - 7月、『オーシャンズ11』 - 記者
- 2019年9月、『リッツ・ホテルくらいに大きなダイヤモンド』（バウホール） - デイジー
- 2019年11 - 2020年2月、『El Japón（エル ハポン）-イスパニアのサムライ-』 - とら『アクアヴィーテ（aquavitae）!!』 初エトワール
- 2020年8月、『壮麗帝』（ドラマシティ） - 女官マリヤム
- 2020年11 - 2021年2月、『アナスタシア』 - グレゴリー伯爵夫人
- 2021年4月、『Hotel Svizra House ホテル スヴィッツラ ハウス』（東京建物 Brillia HALL） - エヴァ・ヒューズ
- 2021年6 - 9月、『シャーロック・ホームズ-The Game Is Afoot!-』 - アリス・ターナー／歌手『Délicieux（デリシュー）!-甘美なる巴里-』
- 2021年11 - 12月、『バロンの末裔』 - ミセス・サーティーズ『アクアヴィーテ（aquavitae）!!』（全国ツアー） エトワール
- 2022年2 - 5月、『NEVER SAY GOODBYE』 - ベティ／イザベラ
- 2022年6月、『FLY WITH ME（フライ ウィズ ミー）』（東京ガーデンシアター）
- 2022年8 - 11月、『HiGH&LOW-THE PREQUEL-』 - バイフー『Capricciosa（カプリチョーザ）!!』
- 2023年1月、『MAKAZE IZM』（東京国際フォーラム）
- 2023年3 - 6月、『カジノ・ロワイヤル〜我が名はボンド〜』 - マイヤ
- 2023年7 - 8月、『大逆転裁判』（ドラマシティ・KAAT神奈川芸術劇場） - ヴィクトリア女王
- 2023年9月、『PAGAD（パガド）』 - マリア・バルサモ『Sky Fantasy!』（宝塚大劇場のみ）
- 2024年6 - 8月、『Le Grand Escalier-ル・グラン・エスカリエ-』
- 2024年10月、『MY BLUE HEAVEN-わたしのあおぞら-』（バウホール） - 田島房江
- 2025年1 - 4月、『宝塚110年の恋のうた』『Razzle Dazzle（ラズル ダズル）』 - ヘレン・タッカー エトワール
- 2025年6 - 7月、『ZORRO THE MUSICAL』（東急シアターオーブ） - リタ／カミラ
- 2025年9 - 2026年1月、『PRINCE OF LEGEND 』- 朱雀麗香／三条沙良『BAYSIDE STAR』

## 出演イベント
- 2014年4月、宝塚歌劇100周年 夢の祭典『時を奏でるスミレの花たち』[注釈 1]
- 2017年6 - 7月、『宝塚巴里祭2017』[3]
- 2019年7月、『宝塚巴里祭2019』